# Procurador-geral
Procurador-geral é um cargo institucional consagrado nas constituições e leis de vários países e está associado à instituição da Advocacia-Geral e do Ministério Público. As procuradorias dos Estados, dos Municípios e do Distrito Federal têm, como chefes, procuradores-gerais. Instituições especializadas também podem contar com procuradorias e, por consequência, Procuradores-Gerais (como os procuradores-gerais de agências reguladoras).

## Brasil

### Advogado-Geral da União

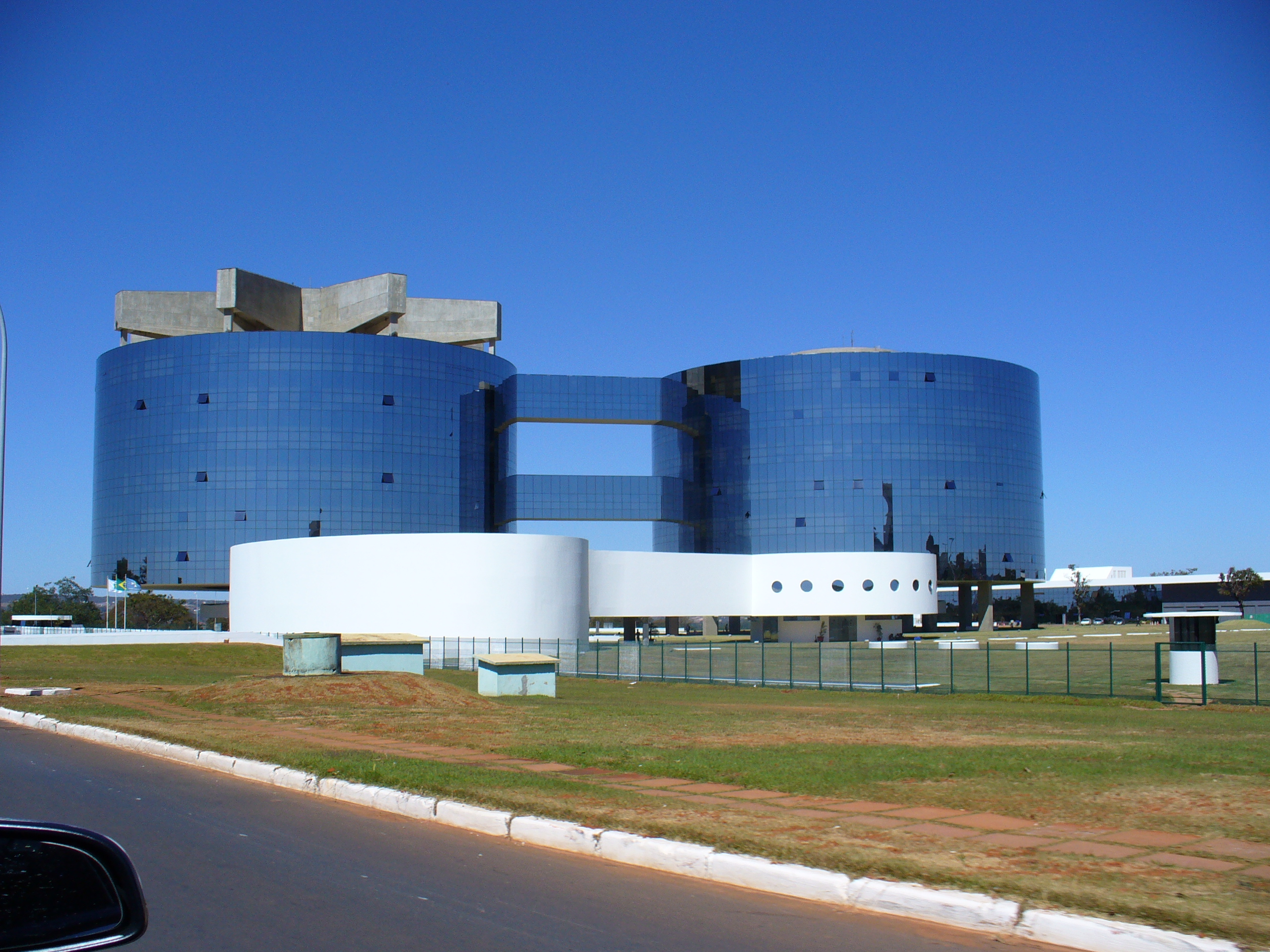
O edifício-sede da Procuradoria-geral da República do Brasil, em Brasília

No Brasil, a Advocacia-Geral da União (cujo chefe é o Advogado-Geral da União) conta com os seguintes Procuradores-Gerais: Procurador-Geral da União, Procurador-Geral Federal, Procurador-Geral da Fazenda Nacional, bem como de Procuradores-Gerais de Autarquias (ex. INSS, BACEN), Agências Reguladoras (ANAC, ANATEL), e fundações.

### Procurador-Geral da República
No caso do Ministério Público, o procurador-geral, chamado de Procurador-Geral da República, é o chefe do Ministério Público da União e do Ministério Público Federal, e também atua como procurador-geral eleitoral. Ele é nomeado pelo presidente da República e seu nome deve ser aprovado pela maioria absoluta do Senado Federal.
O atual procurador-geral da República do Brasil, para o biênio 2023-2025, é Paulo Gonet Branco.

### Procurador-Geral de Contas
Os  Ministérios Públicos de Contas atuam junto aos Tribunais de contas do Brasil. No âmbito Estadual, seus membros são chamados de Procuradores de Contas e dentre eles, o Procurador-Geral de Contas é o responsável pela gestão administrativa e pela representação do órgão, além de integrar como membro nato e presidir o Colégio de Procuradores, sendo que sua escolha, nomeação e posse é atribuição do Governador do Estado, a partir de uma lista tríplice elaborada e composta pelos integrantes da carreira, para mandato de dois anos, permitida uma recondução.

## Estados Unidos
Nos Estados Unidos, o cargo de United States Attorney General existe desde 1789. O procurador-geral dos EUA é também o chefe do Departamento de Justiça, posição equivalente à do Ministro da Justiça noutros países.
Algumas atribuições do procurador-geral dos Estados Unidos foram transferidas, em 1870, para o novo cargo de Advogado-Geral dos Estados Unidos.

## Portugal
Em Portugal, o Procurador-Geral da República é o responsável pela direcção global do Ministério Público.